# C&A Hannover

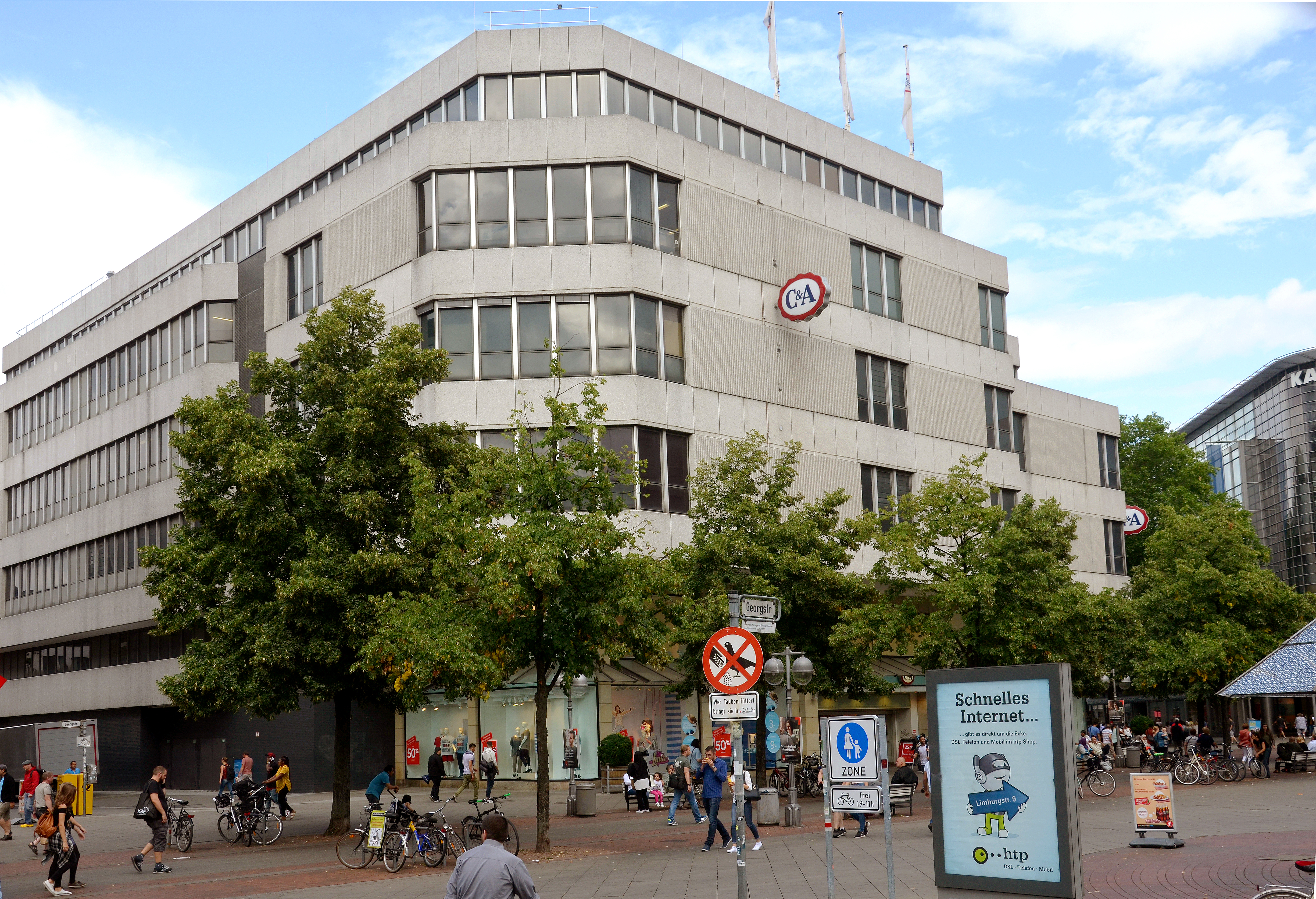
C&A Hannover, Vorderseite (2016)

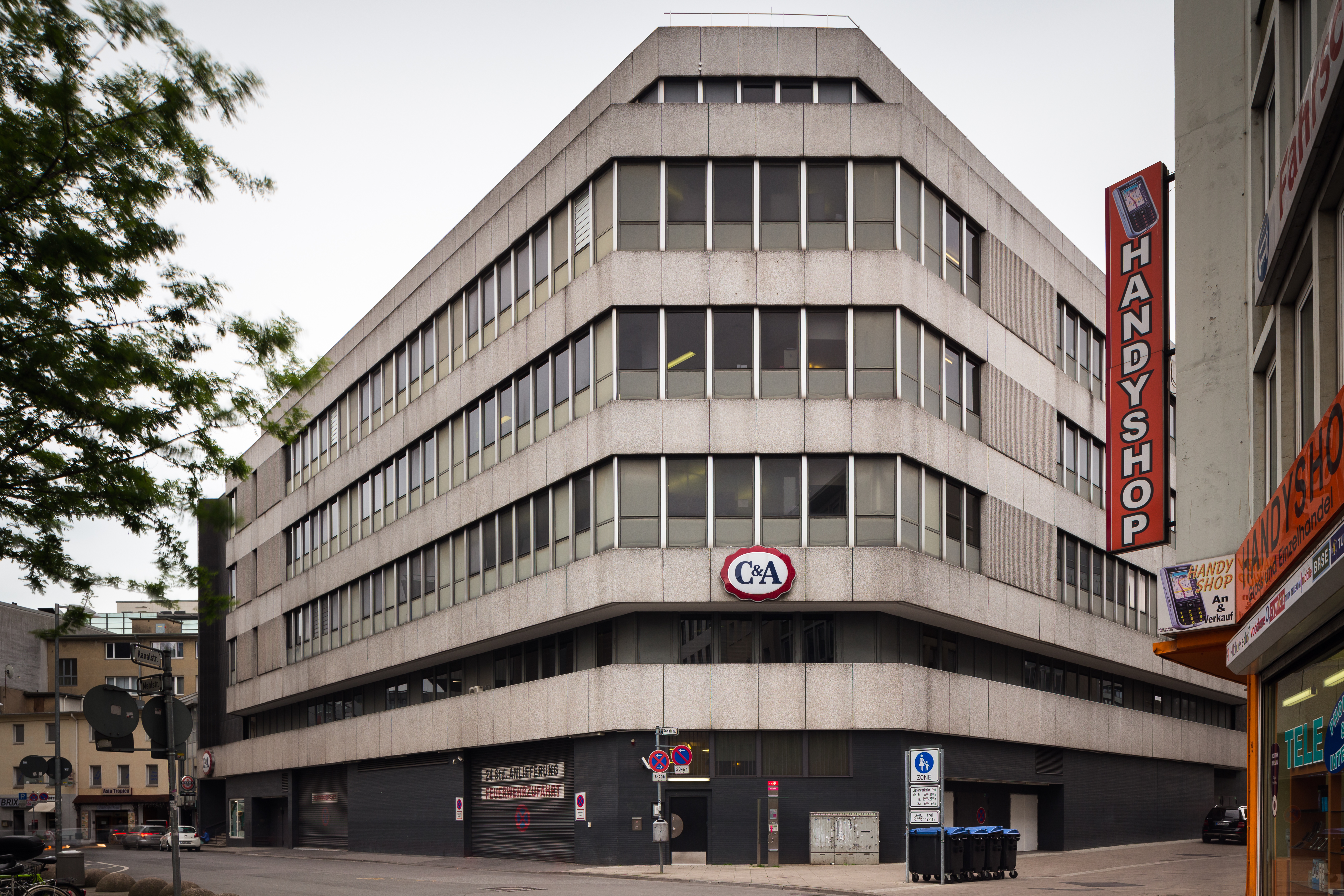
C&A Hannover, Rückseite mit grauer Beton-Verschalung

C&A oder auch Brenninkmeyer C&A Mode oder auch Brenninkmeier in Hannover ist ein Modehaus des niederländischen Bekleidungsunternehmen C&A. Standort des Gebäudes ist die Georgstraße 21 im hannoverschen Stadtteil Mitte. Das in der Mitte der 1920er Jahre eröffnete Mode-Kaufhaus „[...] bot ‚nahezu konkurrenzlos‘ als eines der ersten Häuser am Ort Kleidung für die ganze Familie“.

## Geschichte
In Hannover hatten sich erst Ende des 19. Jahrhunderts und Anfang des 20. Jahrhunderts die frühesten Nachfolger der frühneuzeitlichen Kaufmannshäuser entwickelt: Die ältesten heute noch erhalten Gebäude dieser frühen Stufe in der Entwicklung des Bautyps „Geschäftshaus“ stellen das erst 1890 errichtete Haus Eichhorn sowie das in den Jahren 1913 bis 1914 erbaute Haus Zieseniss in der auf die Georgstraße zulaufenden Steintorstraße dar.
Demgegenüber setzte das 1903 eröffnete, anfangs noch Herren- und Knaben-Bekleidungshaus Ernst Zeyn genannte, Gebäude an der Georgstraße neue Maßstäbe in der zuvor noch vielfach durch kleinere Bauten im Rundbogenstil geprägten Hauptstraße der Innenstadt Hannovers: Der Neubau in Stahlskelettbauweise war mit mehrgeschossigen vollverglasten Fensterfronten an zwei von Anklängen des Jugendstils geprägten Fassaden und halbplastischem Figurenschmuck versehen, Jahre bevor mit der gegenüberliegenden hannoverschen Karstadt-Filiale 1906 ein erstes Kaufhaus mit Vollsortiment eröffnet wurde.
Das Gebäude von Ernst Zeyn nahm zugleich die Stelle von zwei älteren bemerkenswerten Bauten ein: Zum einen das 1859 von Hermann Hunaeus als Backsteinbau im Stil der Neoromanik errichtete Haus Cohen, zugleich Ateliergebäude des Architekten Edwin Oppler unter der ehemaligen Adresse Georgstraße 35, zum anderen das 1856 auf der stumpfen Ecke zur Schillerstraße von Ludwig Droste ebenfalls in neoromanischen Formen errichtete Haus Sternheim in weißem Sandstein unter der zeitweiligen Adresse Schillerstraße 35.
Während des Ersten Weltkrieges und der damit einhergehenden Deutschen Hyperinflation konnten in Not geratene Menschen beim Ortsausschuss der Arbeiterwohlfahrt Gutscheine erhalten, für die sie dann Kleidungsstücke bei Zeyn erhielten.
Zur Zeit der Weimarer Republik warb das Unternehmen noch in der ersten Hälfte der 1920er Jahre als „Größtes Haus für erstklassige Herren- und Knabenbekleidung in Stadt und Provinz Hannover“, doch schon 1925 eröffnete an seiner statt und an seinem noch heute bestehenden Standort die siebte Filiale von Brenninkmeyer C&A Mode, deren Buchstaben C und A die Vornamen der beiden Firmengründer Clemens und August Brenninkmeyer signalisierten.
Als eines der ersten Häuser in Hannover bot das Modehaus „nahezu konkurrenzlos“ Kleidung für die ganze Familie unter dem Wahlspruch „Viel Mode für wenig Geld“.
Im Jahr der Machtergreifung durch die Nationalsozialisten wurde der gelernte Diplomkaufmann Wilhelm Naegel 1933 Hauptgeschäftsführer der hannoverschen C&A-Niederlassung.
Ebenfalls zur Zeit des Nationalsozialismus war laut dem Adressbuch der Stadt Hannover von 1942 das Grundstück zwischen der Schillerstraße und der Kanalstraße, auf dem C & C Brenninkmeyer unter der damaligen Hausnummer 45 seine Konfektion anbot, im Eigentum der „Cab“-Grundstücksgesellschaft GmbH.

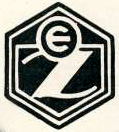
Logo E Z des Hauses Ernst Zeyn
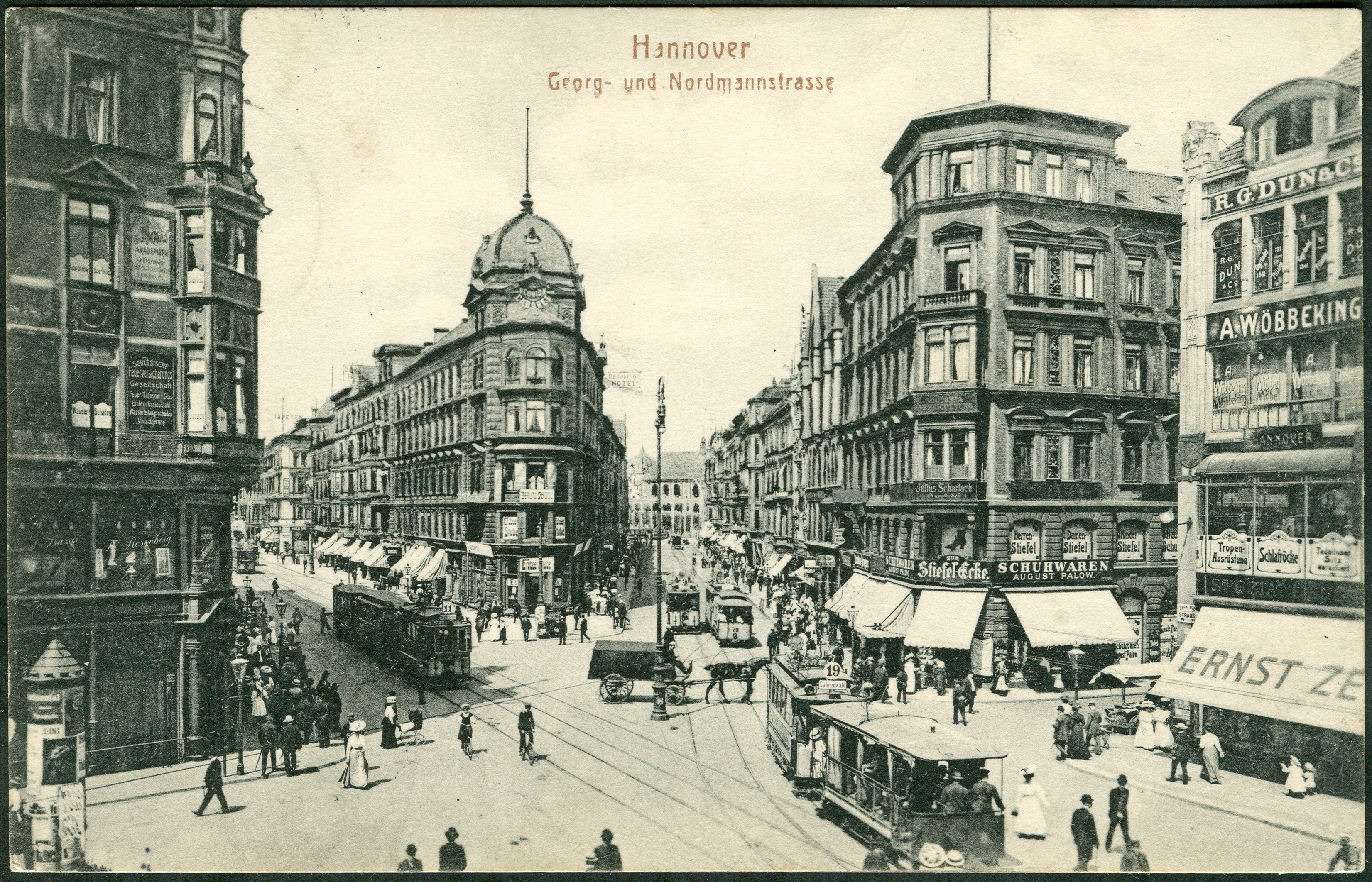
Blick auf die Georgstraße, ganz rechts das mit plastischem Jugendstil-Schmuck verzierte Haus Ernst Zeyn, 1911
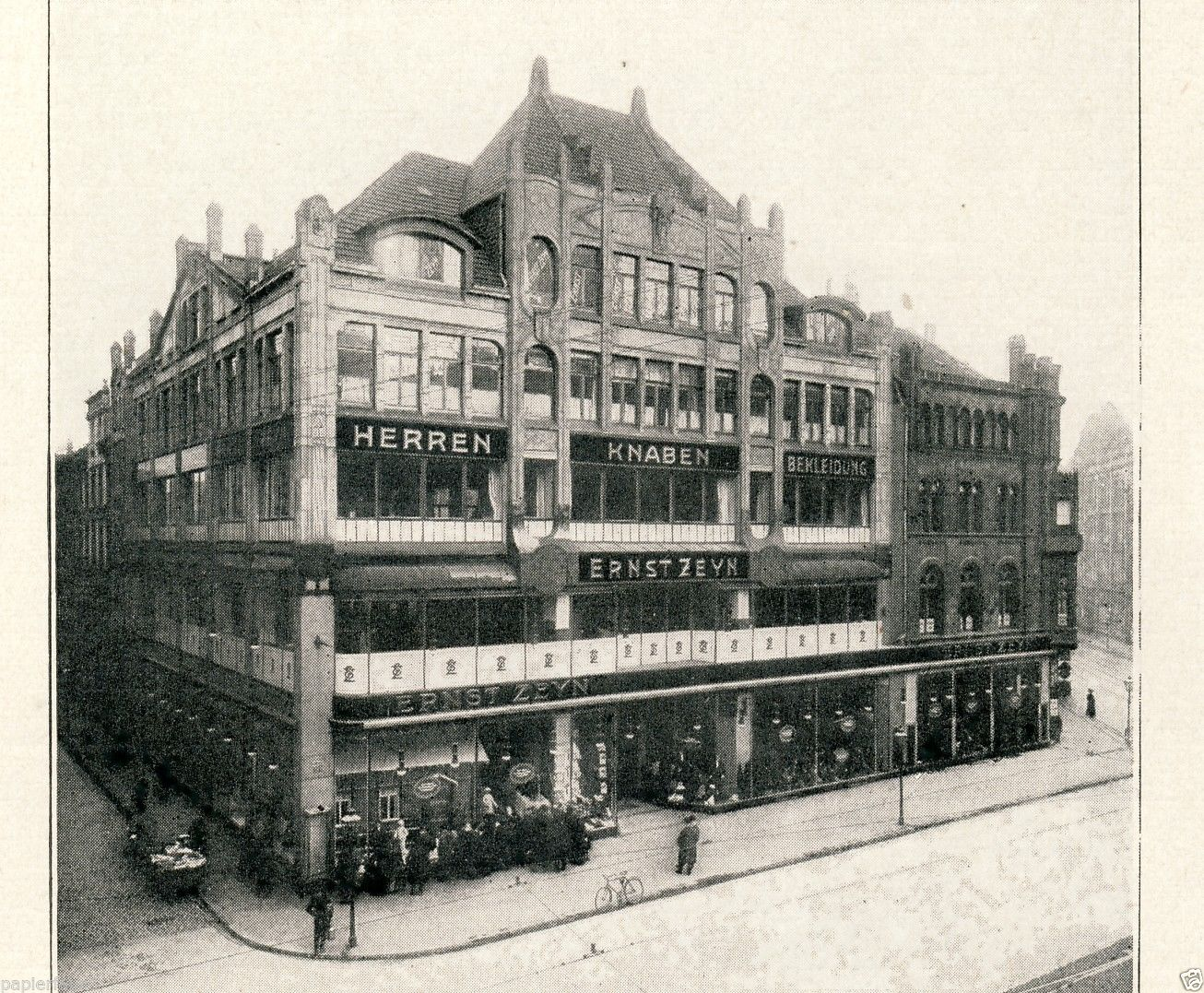
Das Herren- und Knaben-Bekleidungshaus Ernst Zeyn; als C&A-Filiale im Zweiten Weltkrieg zu großen Teilen zerstört, 1922

Während der Luftangriffe auf Hannover im Zweiten Weltkrieg wurde das Gebäude zum größten Teil zerstört. Dennoch reisten zwischen 1945 und 1947 Menschen von weit her an – beispielsweise aus Peine oder der seinerzeit in der Sowjetischen Besatzungszone liegenden Stadt Chemnitz, um in dem nun in der Britischen Besatzungszone liegenden C&A-Kaufhaus zum Beispiel ein Betttuch abzugeben, das dann durch C&A umgefärbt und innerhalb von vierzehn Tagen zu einem Staubmantel umgearbeitet wurde. Zu der Zeit war Wilhelm Naegel, 1945 Mitbegründer der Christlich Demokratischen Union in Hannover, später unter anderem Präsident des Einzelhandelsverbandes Niedersachsen und Vizepräsident der Industrie- und Handelskammer Hannover, noch immer Geschäftsführer von C&A Brenninkmeyer in Hannover.
Nach dem Neuaufbau wurde das Bauwerk in den 1970er und 1980er Jahren vollkommen umgebaut und aufgestockt.
Zuletzt war Bernhard Grotehans (Stand: Juli 2016) zum Geschäftsführer des Hauses bestellt worden.